# Östra Hjärtsjön
Östra Hjärtsjön är en sjö i Karlshamns kommun i Blekinge och ingår i Bräkneån-Mieåns kustområde. Sjön är 12 meter djup, har en yta på 0,129 kvadratkilometer och befinner sig 85 meter över havet. Östra Hjärtsjön ligger i Hjärtsjömåla Natura 2000-område.

## Delavrinningsområde
Östra Hjärtsjön ingår i det delavrinningsområde (624544-144906) som SMHI kallar för Utloppet av Östra Hjärtsjön. Medelhöjden är 94 meter över havet och ytan är 0,66 kvadratkilometer. Räknas de 2 avrinningsområdena uppströms in blir den ackumulerade arean 2,27 kvadratkilometer. Vattendraget som avvattnar avrinningsområdet har biflödesordning 3, vilket innebär att vattnet flödar genom totalt 3 vattendrag innan det når havet efter 23 kilometer. Avrinningsområdet består mestadels av skog (80 %). Avrinningsområdet har 0,13 kvadratkilometer vattenytor vilket ger det en sjöprocent på 19,2 %.